# شاري (اسم)
شاري هو اسم علم مذكر من أصل عربي، ومعناه هو المشتري البائع (ضد) المتكلم باسم القوم الراغب والشاري قضيب الصاعقة وليس المقصود مؤنثه شارية.

## شخصيات تحمل الاسم
- شاري أريسون (5 يونيو 1957 – )
- شاري شاتوك (ممثلة أمريكية، 18 نوفمبر 1960[3] – )
- شاري هيدلي (ممثلة أمريكية، 15 يوليو 1964[4] – )

## وصلات خارجية
- موسوعة السلطان قابوس لأسماء العرب نسخة محفوظة 5 أبريل 2019 على موقع واي باك مشين.